# Massacre de Peterloo

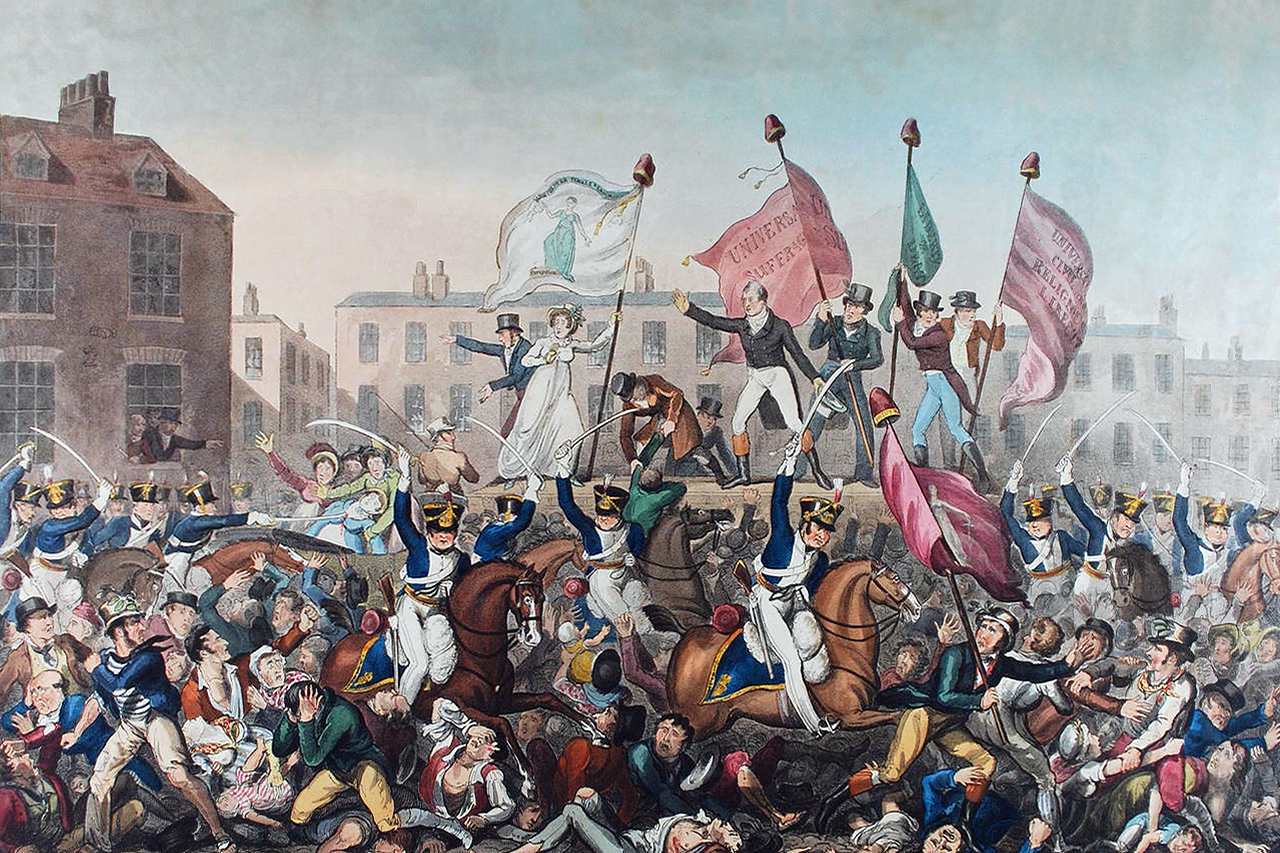
Uma pintura do Massacre de Peterloo, publicada por Richard Carlile.

O Massacre de Peterloo (ou Batalha de Peterloo) ocorreu em St. Peter's Field, Manchester, no noroeste da Inglaterra, em 16 de agosto de 1819, quando a cavalaria carregou contra uma multidão de cerca de 60 000 a 80 000 pessoas reunidas em uma manifestação para buscar a reforma da representação parlamentar.

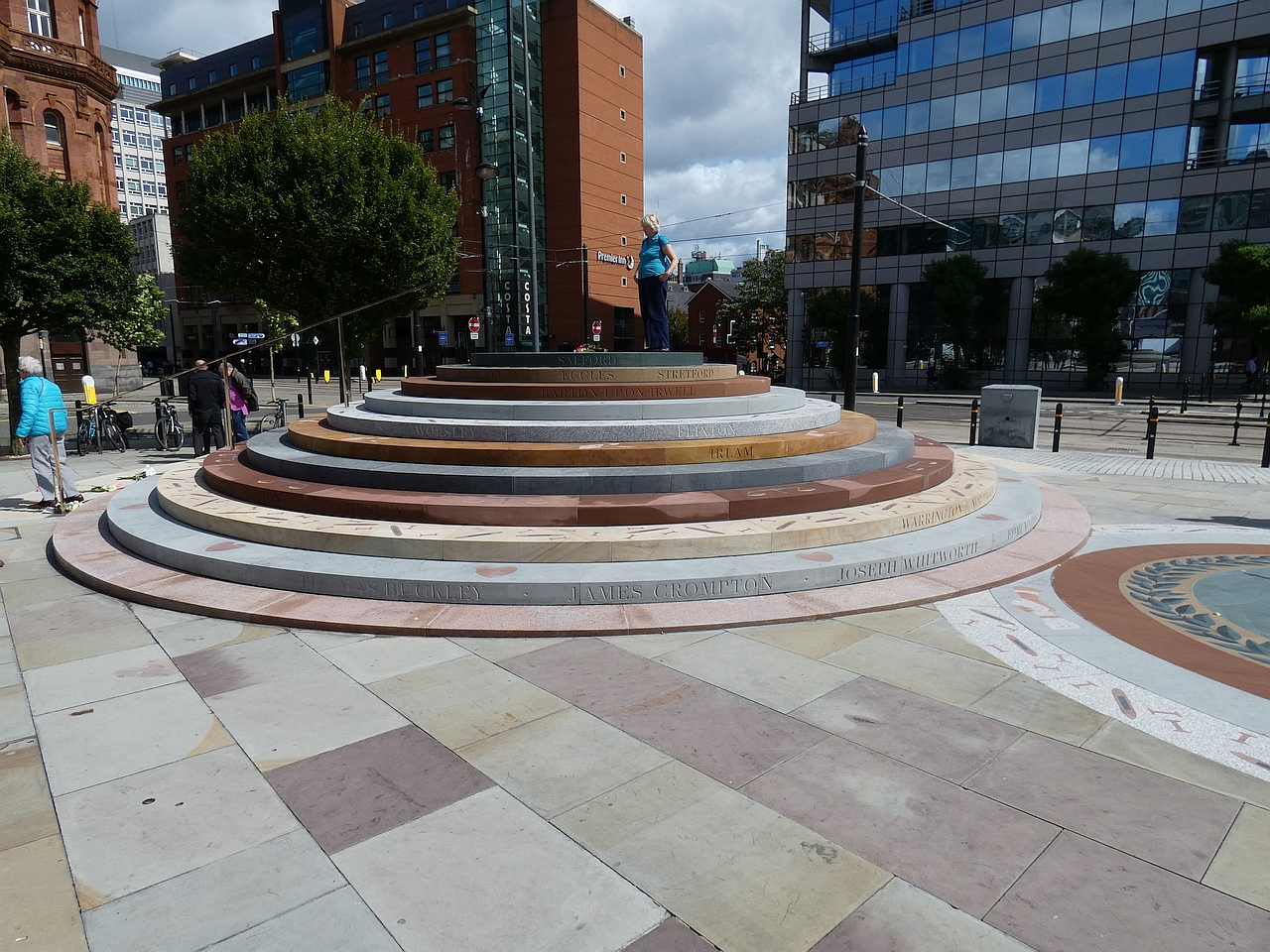
Monumento em homenagem aos nomes das pessoas mortas no massacre

Ao fim das Guerras Napoleônicas, em 1815, o Reino Unido passou a sofrer com períodos de carestia e desemprego crônico, exacerbados pela aprovação das chamadas Corn Laws ("Leis dos Cereais"). No começo de 1819, a pressão gerada pelas condições econômicas ruins, associado a falta de sufrágio no Noroeste da Inglaterra, aumentou o apelo ao radicalismo politico. Em resposta, a União Patriótica de Manchester, um grupo que advogava por reformas parlamentaristas, organizou uma manifestação que contou com a participação do famoso orador e ativista Henry Hunt.
Logo após a reunião começar, magistrados locais pediram para que o regimento de cavalaria de Manchester e Salford (conhecidos como Yeomanry) prender Hunt e seus colegas. Os militares a cavalo investiram contra a multidão, caindo sobre mulheres e crianças, eventualmente capturando Henry Hunt. Contudo, no meio da multidão, eles se separaram e se dividiram em pequenos grupos. O 15º regimento de cavalaria Hussars do exército britânico foi então convocado pelo magistrado William Hulton para dispensar a multidão de vez. Eles atacaram com sabres em punho e, na confusão, ao menos 15 pessoas foram mortas e entre 400 e 700 terminaram feridas. O incidente recebeu o nome de "Massacre de Peterloo" em uma comparação irônica com a famosa Batalha de Waterloo, que tinha acontecido quatro anos antes.
O historiador Robert Poole chamou o Massacre de Peterloo como um dos eventos mais marcantes de sua era. Com o passar do tempo, a imprensa de Londres e de todo o país repercutiram o horror do massacre na região de Manchester, mas o efeito mais imediato veio por parte do governo que passou novas legislações (conhecidas como os "Seis Atos") para impedir reformas e coibir novos movimentos radicais. Levou diretamente também ao surgimento do jornal Manchester Guardian, mas causou pouco impacto no âmbito das reformas. Em uma pesquisa de opinião feita pelo The Guardian, em 2006, Peterloo foi mencionado, atrás dos Debates de Putney, como um dos eventos da história do radicalismo no Reino Unido que mereciam um memorial. Para lembrar o massacre, existe apenas uma placa comemorativa no local onde as mortes aconteceram.